# علم الوراثة التطوري البشري
يدرس علم الوراثة التطوري البشري كيفية اختلاف الجينوم البشري، والتاريخ التطوري الذي أدى إلى ذلك، بالإضافة إلى التأثيرات الحالية لهذا الاختلاف. كما لهذه الاختلافات تطبيقات ومضامين في مجالات عديدة كعلم الإنسان والطب والتاريخ وعلم الأدلة الجنائية. كما توفر لنا البيانات الجينية لمحةً عن تطور الإنسان.

## أصل القردة العليا
يصنف العلماء البيولوجيون الإنسان وعدة أنواعٍ أخرى ضمن عائلة القردة العليا. وتشمل عائلة القردة العليا اليوم نوعين من الشيمبانزي (البونوبو Pan paniscus والشيمبانزي الشائع Pan troglodytes)، ونوعين من الغوريلا (الغوريلا الغربي Gorilla gorilla والغورليلا الشرقي Gorilla graueri)، بالإضافة إلى نوعين من الأورانجوتان (إنسان الغاب البورنيوي Pongo pygmaeus وإنسان الغاب السومطري Pongo abelii).
تنتمي القردة بدورها إلى رتبة الرئيسيات (أي أكثر من 400 نوع)، بالإضافة إلى سعدان العالم القديم وسعدان العالم الجديد وغيرهم. كما تشير البيانات المأخوذة من DNA المتقدرة (mtDNA) والـ DNA النووي (nDNA) إلى انتماء الرئيسيات للرتبة العليا “فوق الرئيسيات”، وتتشارك بذلك مع القوارض وأرنبيات الشكل وجلديات القوائم وزبابيات الشجر.

## التصنيف الفرعي الحيوي
تُستمد شجرة تطور السلالات عادة من تسلسل الحمض النووي أو تسلسل البروتين لدى الكائنات الحية. وغالباً ما يُستخدم تسلسل DNA المتقدرة أو الصبغي Y في دراسة الخصائص السكانية القديمة للبشر. حيث توّرَث المواضع الصبغوية للحمض النووي من الأب ولا تتعرض لإعادة تركيب جيني، باستثناءٍ واحدٍ معروف في DNA المتقدرة. وبالنسبة للأفراد الذين ينتمون إلى مناطق جغرافية متقاربة، فهم يبدون تشابهاً ملحوظاً وواضحاً أكثر من الأفراد الذين ينتمون لمناطق جغرافية متباعدة. تُستخدم هذه المسافات تقريباً في شجرة تطور السلالات للإشارة إلى:
1. المسافة الجينية: أي أن الاختلاف بين الإنسان والشيمبانزي لا يتعدى نسبة 2% [3]، وهو أكبر بـ 3 مرات من الاختلاف بين الإنسان الحديث (والذي يقدر بنسبة 0.6%)[4]
2. البعد الزمني لآخر سلف شائع. حيث يُقدر زمن وجود السلف الأخير الميتوكوندري والأكثر شيوعاً للإنسان الحديث (أو حواء الميتوكوندرية) منذ 160 ألف سنة [6]. بينما يعود آخر أسلاف البشر والشيمبانزي لنحو 5 إلى 6 ملايين سنة.[5]

## انتواع البشر والقردة الأفريقية
أجريت دراسات عديدة وواسعة عن انفصال البشر عن أقرب أقربائهم، وهم القردة غير البشرية (كالشيمبانزي والغوريلا)، لأكثر من قرن من الزمن. وطرحت هذه الدراسة 5 أسئلة مفصلية هي كالتالي:
1. ما هي القردة التي تعتبر أقرب أقربائنا؟
2. متى حدث هذا الانفصال؟
3. ما هو حجم التجمع الفعال للسلف الشائع قبل الانفصال؟
4. هل من آثار أو دلائل عن البنية السكانية تسبق الانتواع أو الامتزاج الجزئي الذي حدث؟
5. ما هي الأحداث المعينة (والتي تشمل اندماج الصبغيين 2a و2b) التي سبقت وتلت ذلك الانفصال؟